# Львівводоканал
Львівводоканал (Львівське міське комунальне підприємство «Львівводоканал», ЛМКП «Львівводоканал») — міський монополіст у сфері водопостачання та водовідведення у Львові, комунальне підприємство, створене у 1901 році, що перебуває у власності територіальної громади міста Львів. Головний офіс розташований за адресою 79017, м. Львів, вул. Зелена, 64.
ЛКП «Львівводоканал» здійснює видобування питної води зі 180 артезіанських свердловин, об'єднаних у 17 водозаборів, транспортування її до міста по магістральних водогонах, подачу води мешканцям міста та сіл депресійної лійки, відведення стічних вод та їх повну механічну та біологічну очистку міських каналізаційних очисних спорудах.

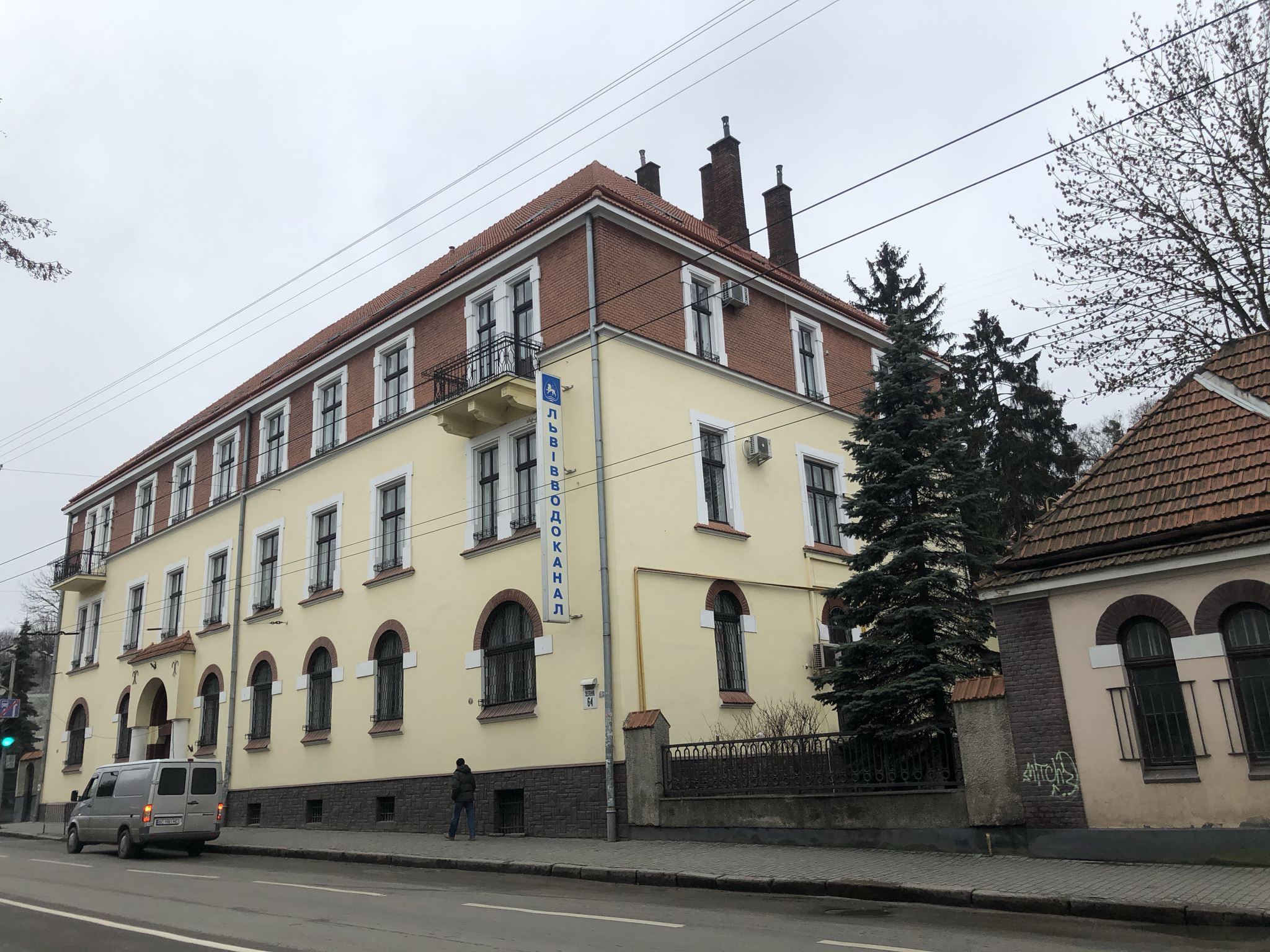
ЛМКП «Львівводоканал» на вулиці Зеленій, 64 у Львові

Загальна довжина магістральних водогонів, які сполучають свердловини з містом перевищує 600 км, міські водопровідні мережі мають довжину 1100 км. Забезпечення Львова водою здавна було однією з найбільших проблем міста, розташованого на вододілі. Перший водогін було збудовано у XIV столітті, але ще на початку 2000-х більшість львів'ян мала воду лише 6 годин на добу, 29 грудня 2009 року у Львові було запроваджено цілодобове водопостачання. Попри те, що вода, яка постачається у місто, має артезіанське походження, її якість не найкраща, адже водогони перебувають не в найкращому стані — труби кородують.
4 грудня 2020 року відбулося підписання найбільшого контракту в історії ЛМКП «Львівводоканал» щодо проєкту виробництва біогазу із осаду комунальних стічних вод на суму 31,5 млн. євро. Угоду на будівництво біогазової станції з комбінованим виробництвом електричної і теплової енергії підписали «Львівводоканал» і словенсько-норвезький консорціумом RIKO-CAMBI — виконавець робіт. Проект фінансується ЄБРР (15 млн. євро), НЕФКО (5 млн. євро), Фондом Східноєвропейського партнерства з енергоефективності та довкілля E5P (7,5 млн. євро грантові кошти) та Львівською міською радою (4 млн. євро).